# Microgramas
Microgramas es un libro de poemas publicado por el autor ecuatoriano Jorge Carrera Andrade en 1940. 

## Resumen
El libro se publicaría tres años después de los dos poemarios de 1937 titulados "Biografía para uso de los pájaros" y "La hora de las ventanas iluminadas". En este libro empezaría a desarrollar el concepto de ser un "cronista del cosmos" de manera más explícita. Es decir a través de los microgramas, que a juicio de Carrera Andrade son epigramas sin su elemento subjetivo, buscaría no solamente llegar a la esencia de las cosas, como si de una definición poética se tratase, simulando lo que en biología se conoce como taxonomía linneana, sino después construir un sistema que estructure los elementos anteriormente definidos, haciendo una referencia a lo que haría Pedro Franco Dávila con su Catálogo de historia natural, razón por la cual Carrera Andrade llegaría a definirse a sí mismo como un "Cronista del cosmos". Por esta razón empezaría el libro con un poema titulado justamente "Ordenando un universo":

Hay un matizado y cambiante universo inmediato, compuesto de pequeños seres que nuestra mano puede mover a voluntad y colocarlos en un orden más o menos armónico. En este breve universo animado, que me rodeó desde niño, pude señalar mis amistades preferidas y entregarme a una especie de juego cósmico e intrascendental, aunque significativo. Así, al colibrí, que es un prisma volador o algo como el vagabundo espíritu de los colores, le di por compañía la araña, obrera paciente y moderadora. Y al ostión que es la inmovilidad misma, la indiferencia rugosa, informe y embozada ante el espectáculo de las cosas, le puse al lado del caracol que es una lección, aunque tímida, del esfuerzo y de la marcha. Y al guacamayo de mi Ecuador amazónico le hice que encendiera su fuego del paraíso, como una esperanza, junto a la tortuga, que es la paciencia bruta. A los buenos seres que expresan su dicha en forma de olor o de aroma, les puse en unión del venado que es el aprendiz montañés de la ligereza. De la ligereza o velocidad que también es una especie de perfume. Y a los grillos, que observan una disciplina monótona de constructores, les señalé sitio al pié de la palmera arquitectural, verde y sólida tromba del trópico. Descubrí que los seres feos cumplen también, a su modo, una tarea bella, y que el sapo, el moscardón, el gusano, son otras tantas cifras de la clave secreta del universo. La nieve animada del flamenco, la misantropía vegetal del cactus, el trabajo oculto de la oruga en el árbol, me condujeron, en ascendente escala cósmica, a descrifar el alfabeto de los pájaros, altos signos que mantienen el orden espiritual del planeta.
Carrera Andrade - Ordenando el cosmos

## Estructura
El libro consta de los siguientes poemas, siendo el primero un pequeño ensayo. En la parte final de la obra el autor incluye una selección de haikais y su versión libre.
- Rafael Ferrer
- Francisco Figueroa
- Ordenando un Universo

- Colibrí
- Ostión
- Lo que es un Caracol
- Guacamayo
- Tortuga
- Nuez
- Mecanografía
- La Araña
- Bergsonismo
- Zoo
- La Lombriz
- Grano de Maíz
- Moscardón
- Golondrina
- La Pera
- Cactus
- Mariposa
- Chopo
- Definición de la Gaviota
- La Mazorca
- Alfabeto
- Habitante de la Meseta
- Grillos
- Palmera
- El Ratón
- Pescado
- Lagartija
- Quiromancia
- Musica Estival
- Concha Marina
- Trabajador cósmico